# A1 (Zypern)
Die Autobahn A1 ist eine Autobahn in der Republik Zypern. Sie bildet eine Verbindung zwischen der Hauptstadt Nikosia und der Hafenstadt Limassol im Süden des Landes. Die Autobahn hat eine Länge von 73 Kilometer.

## Straßenbeschreibung
Die Autobahn beginnt im Süden der Hauptstadt Nikosia, die ca. 270.000 Einwohner hat, an der Hauptstraße B1. Die Straße ist vierspurig und führt durch die südlichen Vororte von Nikosia in Richtung Süden. Südlich von Nikosia wird die A2 gekreuzt, welche in Richtung Larnaka führt. Die Autobahn erreicht dann die Südküste von Zypern, wo die A5 gekreuzt wird die auch nach Larnaka führt. Die A1 biegt dann nach Westen ab und verläuft parallel zur Küste in Richtung Limassol. Sie bildet dann die Umgehung der Stadt Limassol mit 228.000 Einwohnern. Im Westen der Stadt endet die A1 in der A6, die weiter nach Paphos führt.

## Geschichte
Die Autobahn wurde im Oktober 1984 für den Verkehr freigegeben. Es war die erste Autobahn in Zypern und der Beginn eines ehrgeizigen Projekt der zyprischen Regierung alle wichtigen Städte in Zypern über die Autobahn zu verbinden.
Die zyprische Regierung beabsichtigt, die A1 zwischen Nikosia und der Kreuzung mit der Autobahn A2 auf sechs Fahrspuren zu erweitern.